# Senna caudata
Senna caudata är en ärtväxtart som först beskrevs av Paul Carpenter Standley, och fick sitt nu gällande namn av Howard Samuel Irwin och Rupert Charles Barneby. Senna caudata ingår i släktet sennor, och familjen ärtväxter.

## Underarter
Arten delas in i följande underarter:
- S. c. caudata
- S. c. diadena